# Adrien Duport

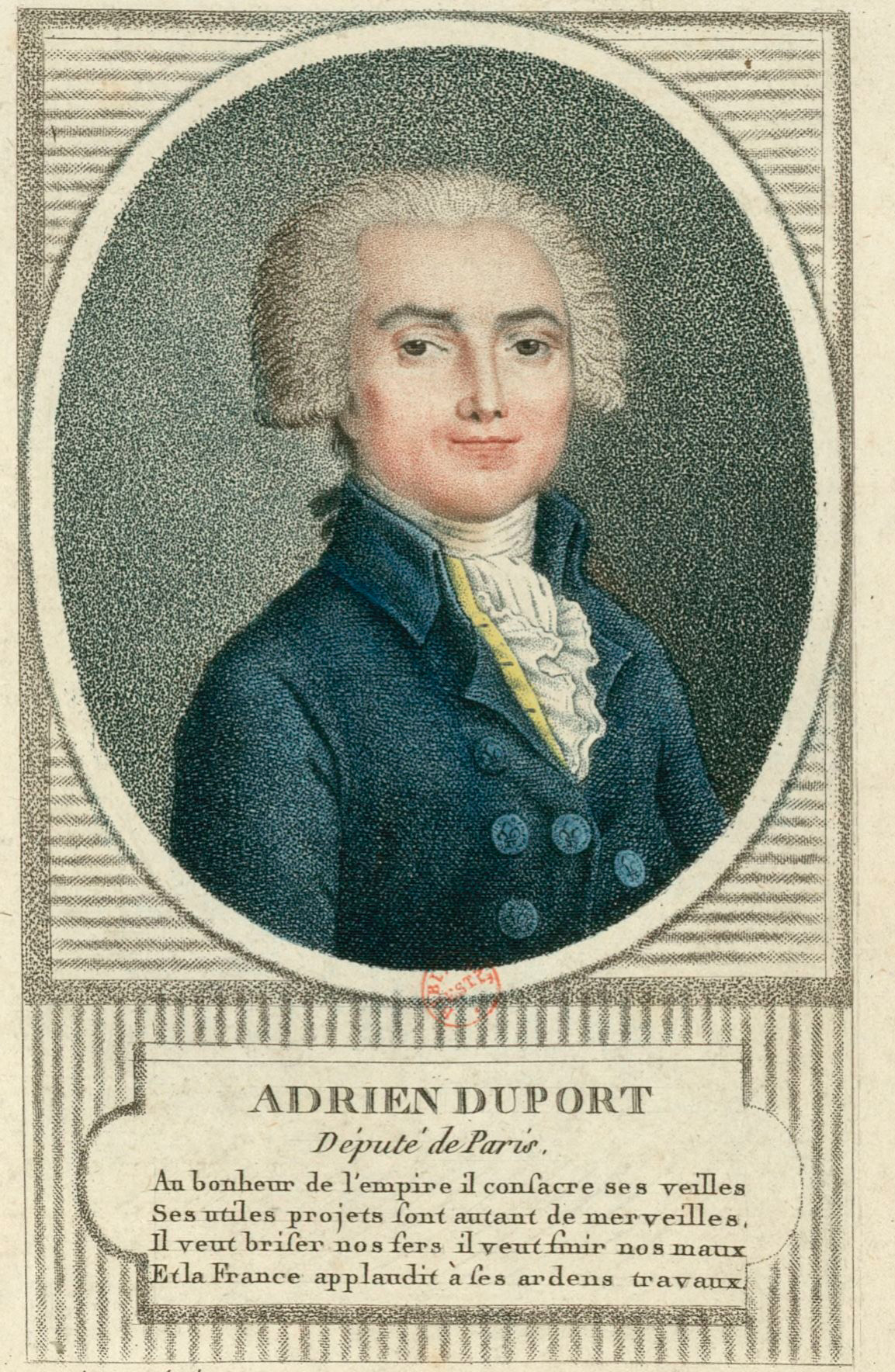
Portretgravure door Jean-Bapiste Vérité (1790)

Adrien Jean François Duport of du Port (Parijs, 24 februari 1759 – Gais, 6 juli 1798) was een aristocraat die zich aanvankelijk achter de Franse Revolutie schaarde, haar dan probeerde in te tomen, om uiteindelijk vast te stellen dat hij de ontketende krachten niet kon beheersen. Zijn waarschuwing voor de gevolgen van oorlog vond onvoldoende gehoor bij koning Lodewijk XVI, en hij slaagde er niet in een effectieve vredespartij te smeden. Enkele maanden na de mislukte vlucht van de koning ging Duport zelf in ballingschap.

## Liberaal activisme
Hij was de zoon van François Mathieu du Port (1718-1794), baron van Anglure en raadsheer in het Parlement van Parijs. Daarmee behoorde hij tot de ambtsadel. Na studies aan het oratorianencollege van Juilly, werd hij in 1778 zelf rechter in dat parlement, wat hij zou blijven tot de opheffing ervan in 1790.
Hij las de verlichte werken van Voltaire en Rousseau, maar werd nog meer beïnvloed door de theorieën van Montesquieu en de fysiocraten, alsook door het justitiële hervormingsprogramma van Cesare Beccaria. Hij wierp zich op als een sleutelfiguur in het Parijse parlementaire verzet tegen het absolutisme en tegen het financiële beleid van Calonne en Loménie de Brienne, met stellingnames die aansloten bij Antoine Barnave en Jean-Joseph Mounier. Enthousiast begroette hij de Amerikaanse Revolutie, wat hem verbond met La Fayette. Vanaf 1784 werd hij een aanhanger van het mesmerisme, een geheim genootschap waarin hij een groot transformatief potentieel zag. Hij leerde er Nicolas Bergasse en Jacques Pierre Brissot kennen. In de loge Amis réunis nam hij deel aan debatten met broeders in de vrijmetselarij. Zijn huis in de rue du Grand-Chantier in de Marais werd een soort club voor liberalen die de Engelse instellingen tot model namen. Maar hij wilde meer radicale hervormingen van de samenleving: "Werk in de diepte!" was zijn ordewoord.
Het mislukken van de Assemblée des notables van 1787 was het sein voor Duport om de politieke strijd aan te gaan. Eind juli eiste hij de bijeenroeping van de Staten-Generaal, om Frankrijk "een sterke constitutie te schenken". Door de oprichting van de Parti des nationaux bracht hij patriotten van buiten de parlementen bijeen, onder wie La Fayette, Condorcet, Sieyes, Target en Hérault de Séchelles. Hij verzette zich tegen de ministeriële edicten en bracht het Parlement ertoe op 4 januari 1788 een uitspraak te doen die willekeurige regeringshandelingen, opsluitingen op grond van cachetbrieven en politieke verbanningen veroordeelde.
Anders dan de meeste parlementariërs steunde Duport de derde stand in diens eis om in de Staten-Generaal evenveel stemmen te krijgen als de andere standen samen en om te stemmen per hoofd in plaats van per stand. Daartoe richtte hij de Société des trente op, een verruiming van zijn Parti des nationaux. Deze nieuwe vereniging bracht hoge edellieden, prelaten en burgers samen rond het idee de standenmaatschappij te verlaten. Onder de leden waren La Fayette, Mirabeau, Sieyes, Talleyrand, Montesquiou, Dupont de Nemours, Lepeletier de Saint- Fargeau, de broers Théodore en Alexandre de Lameth, Roederer en Clavière. Ze deden hun invloed gelden in de redactie van de cahiers de doléances en in de verkiezingen voor de Staten-Generaal. In een manifest zetten ze hun liberale programma uiteen.

## Wetgevend werk

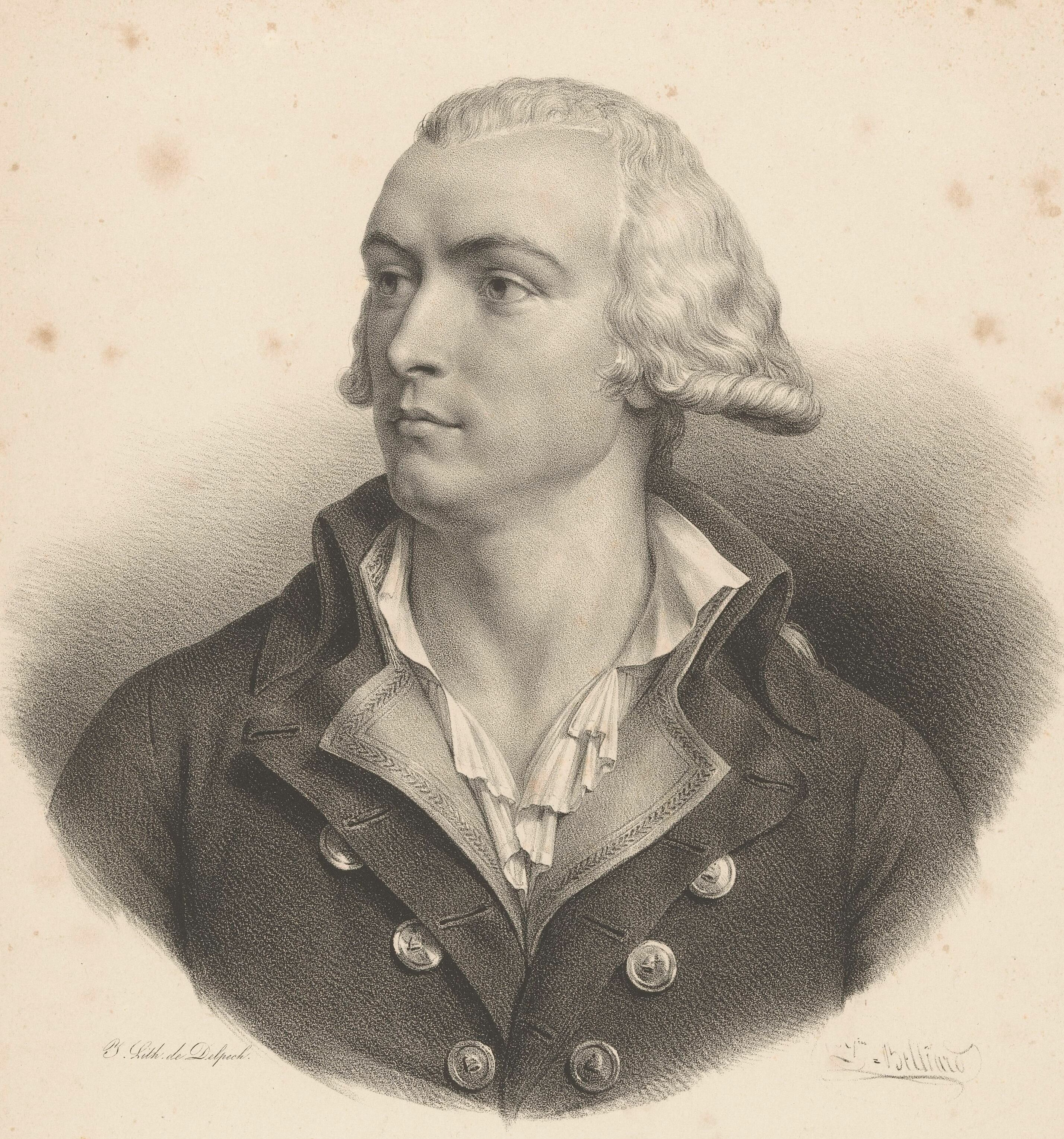
Portretgravure door Zéphirin Belliard (1827)

Adrien Duport werd zelf op 13 mei 1789 gekozen om voor de adel van Parijs in de Staten-Generaal te zetelen. Hij distantieerde zich van de verklaring waarmee de adel de uitroeping van de Nationale Vergadering op 17 juni afwees. Na de koninklijke zitting nam hij het voortouw onder de 47 edelen die zich op 25 juni bij de Nationale Vergadering voegden. Voorzitter Bailly verwelkomde hem speciaal. Hij nam actief deel aan de grondwetgevende debatten, sprak zijn steun uit voor de bestorming van de Bastille en droeg bij aan de afschaffing van het feodalisme. Bij het uitwerken van de Verklaring van de Rechten van de Mens en de Burger presenteerde hij een eigen tekstvoorstel. Hij was de auteur van het finale artikel 17 over het eigendomsrecht en had ook een groot aandeel in artikel 8 over het verbod om wetten te laten terugwerken en in artikel 9 over het vermoeden van onschuld. Na de Oktoberdagen was hij een van de belangrijkste oprichters van de Club des Jacobins. Hij verzette zich tegen het tweekamerstelsel en tegen het absolute vetorecht van de koning.
Met Antoine Barnave en Alexandre de Lameth vormde hij een invloedrijk triumviraat, dat elkaar goed aanvulde. Er werd gezegd dat wat Duport dacht, Barnave zei en Lameth deed. Als lid van het Comité voor criminele rechtspraak was Duport bepalend in de justitiële hervorming. Zijn rapport van 29 maart 1790 tekende een nieuwe rechterlijk organisatie uit met vredegerechten en een Tribunaal van Cassatie. De stemming van 18 februari 1791 introduceerde ook de juryrechtspraak in Frankrijk. Hij schreef mee het eerste Franse strafwetboek en verdedigde in een toespraak van 31 mei 1791 de afschaffing van de doodstraf. Hij steunde de nationalisering en privatisering van kerkelijke eigendommen, en vroeg om deze te monetariseren door de uitgifte van assignaten. Deze maatregelen zag hij als een manier om een nieuwe, stabiliserende klasse van eigenaars te creëren.
In het voorjaar van 1791 begonnen de spanningen zowel intern als extern op te lopen. De dood van zijn tegenstander Mirabeau op 2 april 1791 was voor Duport het sein om de progressieve vleugel van de Vergadering te beginnen afremmen. Met zijn concurrent La Fayette begon hij front te vormen tegen degenen die het koningschap wilden vervangen door een republiek. Ook op andere vlakken werd hij openlijk conservatief en was hij geneigd de uitvoerende macht te versterken. Op 18 mei uitte hij zich als een tegenstander van het idee dat de grondwetgevers niet herkiesbaar zouden zijn, zodat anderen hun werk in de praktijk zouden brengen. Duport vond dit voorstel van Robespierre in strijd met de vrijheid van elke burger om zijn vertegenwoordigers te kiezen. Met andere conservatieven en met financiële steun van de koning richtte hij de krant Le Logographe op. 
De vlucht van Lodewijk XVI en zijn arrestatie in Varennes versnelden de ommekeer bij Duport. Hij wees elke vorm van berechting van de hand. Met zijn vriend Barnave was Duport belast met het opnemen van de verklaring van de koning voor zijn gedrag, dat moeilijk anders kon worden opgevat dan als een weigering om te functioneren binnen de nieuwe constitutionele monarchie. Hij verdedigde de koninklijke voorrechten en probeerde de grondwet in zijn voordeel bij te sturen. Hij was bij de initiatiefnemers voor de Club des Feuillants, een rechtse afscheuring van de jakobijnen. Helemaal op het einde van de zittingsperiode was Duport de architect van het decreet van 27 september 1791 dat emancipatie verleende aan de Franse Joden, mits zij een eed van burgerschap zouden afleggen.
Ook toen Duport niet meer in de Wetgevende Vergadering zat, koos hij voor het voorzitterschap van de strafrechtbank van de Seine. Achter de schermen oefende hij tot maart 1792 invloed uit over het ministerie en over de gematigde parlementsleden. In die periode was hij de echte leider van de feuillants. In januari 1792 schreef hij met Barnave keizer Leopold II aan met het verzoek de emigrantenbolwerken niet langer te dulden, doch zonder steun van Lodewijk XVI was dit vergeefse moeite. Enkele maanden later raadde hij de koning aan zijn veto te stellen tegen de decreten over de émigrés en de refractaire priesters. Na de oorlogsverklaring aan Oostenrijk verzoende hij zich met La Fayette om te plannen hoe de Parijse sansculotten in toom te houden. De vrees voor een opstand in Parijs zat steeds in zijn achterhoofd. Hij had zich eerst tegen de oorlog gekant, vooral omdat hij beducht was voor de gevolgen van een nederlaag, en streefde vervolgens naar een snelle vrede, zodat het leger zou kunnen ingrijpen in Parijs. De oprichting van een nieuwe krant, L'Indicateur, was bedoeld om deze ideeën uit te dragen. Ook voerde hij geheime onderhandelingen met de vijand.

## Neergang
De raadgevingen van Duport brachten de koning ertoe de girondijnse ministers te vervangen door feuillants. Als reactie drongen opstandelingen op 20 juni 1792 het Tuilerieënpaleis binnen en zetten ze de koning van de rode muts op. Hij steunde nog de actie van La Fayette op 26 juni, maar de invasie van Frankrijk veroorzaakte een jakobijnse mobilisatie en resulteerde in de schorsing van de koning op 10 augustus. Dit markeerde de definitieve mislukking van zijn beleid. Het driemanschap was op hetzelfde misverstand gebotst als Mirabeau: koning Lodewijk XVI en zeker koningin Marie-Antoinette gaven hen niet het volledige vertrouwen en hadden hun eigen geheime plannen. De driemannen verspeelden hun krediet in de publieke opinie en verloren hun invloed op de Vergadering, zonder enig voordeel voor de monarchie. Duports populariteit nam gestaag af. Hij verklaarde dat de revolutie voorbij was en dat de Vergadering op weg was naar de vernietiging.  
Op 10 augustus 1792 realiseerde Duport zich dat hij geen controle meer had over de gang van zaken. Hij nam ontslag als president van de strafrechtbank en zocht een veilig heenkomen op het kasteel in Bignon dat hij recent van Mirabeau had gekocht. Onder impuls van de Commune van Parijs werd op 28 augustus zijn aanhouding bevolen, die op 3 september werd voltrokken in Melun. De Septembermoorden waren toen in volle gang. Dankzij de tussenkomst van minister van Justitie Georges Danton, op aandringen van Théodore de Lameth, werd hij weer vrijgelaten.
Hij besefte dat deze welwillendheid zich geen twee keer zou voordoen en besloot in ballingschap te gaan in Engeland en vervolgens in Zwitserland. Zijn vrouw Henriette Amable Élisabeth de Tubeuf de Blanzat en zijn drie kinderen liet hij achter in Bignon. Na de val en executie van Robespierre keerde hij terug, maar de coup van 18 fructidor dwong hem in 1797 het land weer te verlaten. Hij zou Frankrijk niet terugzien, maar beleefde in zijn Zwitserse schuilplaats nog de komst van republikeinse troepen en de stichting van de Helvetische Republiek. Kort daarna stierf hij aan tuberculose, eenzaam en vergeten.